# Gouverneur des Berry
Im Folgenden werden die Gouverneure des Berry im Ancien Régime aufgeführt.
De Grafschaft Bourges (Septaine de Bourges) wurde Anfang des 12. Jahrhunderts dem Domaine royal angegliedert (Haut Berry mit Bourges), bzw. war bis zum 13. Jahrhundert Teil Aquitaniens (Bas Berry mit Châteauroux). Seit dem Ende des 12. Jahrhunderts sind Baillis von (Haut) Berry bekannt. Der Erste, der den Titel eines „Gouverneurs“ („Gouverneur de la grosse Tour de Bourges“) trug, war 1358 Philippe de Prie.

## Baillis bis Mitte des 14. Jahrhunderts
- n. b.: Bertrand de Tornel
- 1190:Eudes de Fulchecourt
- 1194: Hugues de la Chapelle[1]
- 1199: Arthur I., Herzog von Bretagne († 1203)
- bis 1206: Guillaume des Roches († 1222), übergab das Amt 1206 an König Philipp II.
- 1225: Pierre de Rocey
- 1232: Guy de Linières
- 1238: Arnoul de Gandelus
- 1240: Philippe de Grandchamp
- 1248: Judoine Dallone
- 1249: Matthieu Dreux
- 1253, 1255, 1256: Nicolas de Menetou
- 1259, 1269, 1270: Henri de Goudonvilliers
- 1261: Jean de Cheneviers
- 1274, 1275: Philippe Barbe
- 1277: Nicolas de Menuet
- 1278, 1280: Pierre Barelle
- 1280: Richard du Bec
- 1284: Guillaume de Cheneviers
- 1286: Renaud Le Gras, 1287/88 Prévôt de Paris
- 1289, 1290: Robert Lhuissier (1289 an Lichtmess (Chandeleur))
- 1290: Robert Portier
- 1292, 1294: Jean de Marle, 1291 Prévôt de Paris
- 1293: Jean de La Bretonnerie
- 1296, 1297: Jean de Trie (1294/1303 bezeugt als Bailli von Auvergne, Bourges und Caux, Haus Trie)
- 1298, 1299: Robert Mauger, 1297/98 Prévôt de Paris
- 1301: Jean de Marle, Bailli
- 1302: Robert Thibout (an Allerheiligen)
- 1303: Hélie d’Orly
- 1303: Robert de Cirone (an Christi Himmelfahrt)
- 1307: Hue Joham
- 1309: Hugues Le Grand
- 1310, 1315, 1318: Guillaume de Dicy
- 1320: Itier Doufay, Bailli de Bourges
- 1322, 1324: Simon de Billy
- 1324: Guillaume Morel (an Allerheiligen)
- 1324, 1325: Jean de Foux, Bailli de Berry
- 1331: Richard du Bec, Bailli de Berry
- 1339, 1343: Henri Guies, Bailli de Berry
- 1346: Guillaume Anxeaul, Bailli de Berry
- ab 17. Februar 1349: Jean de Vanoyse
- 1355, 1356: Jean Le Bascle de Meudon
- ab 15. Januar 1357: Florimond de Sully
- ab März 1358: Gautier du Ru (vor Ostern = 1. April 1358)

## Baillis, Gouverneure und Lieutenants-généraux ab 1358
- 11. April 1358: Philippe de Prie, Bailli de Berry und Gouverneur der Grosse Tour de Bourges
- 1367: Jean Le Roy, Garde et Gouverneur du Bailliage de Berry als Abwesenheitsvertreter Philippe de Pries
- 1368, 1369: Bethon de Marsenac, Bailli
- ab 4. Mai 1417: Pierre de Graçay
- 1421, 1423, 1429: Parceval de Boulainvilliers, Conseiller et Chambellan du Roi, Bailli
- 1424: Artus de Bretagne (1393–1458), Comte de Richemont, 1424 Connétable von Frankreich, Gouverneur
- 1426: Georges de La Trémoille († 1446), Seigneur de Craon, 1427 Großkammerherr von Frankreich, Gouverneur
- 1429: Alain d’Albret, Comte de Gauvre, Gouverneur
- 1435, 1436: Giraud de Groulart, Conseiller et Chambellan du Roi, Bailli
- ab 19. August 1437: Jean Poton de Xaintrailles († 1461), Seneschall von Limousin, Bailli de Berry, Gouverneur der Grosse Tour de Bourges, 1454 Marschall von Frankreich
- ab März 1451: Jean de Mesnil-Simon, Conseiller du Roi, Bailli
- 1462, 1466, 1472, 1480 und 1482: Jean III. de Vendôme, Vidame de Chartres, Prince de Chabanais, Bailli et Gouverneur de Berry
- 1474: Imbert de Batarnay († 1523), Comte du Bouchage, Conseiller et Grand Chambellan du Roi, Bailli et Gouverneur
- 1481: Antoine de Lamet, Lieutenant-général au Gouvernement de Berry
- 1484: Louis de Culant, Baron de Saint-Desiré, Grand Chambellan du Roi, Bailli et Gouverneur de Berry, Sohn von Charles de Culant, Großmeister von Frankreich, und Neffe von Philippe de Culant, Marschall von Frankreich
- 1485: Jean II. de Bourbon (1426–1488), Duc de Bourbon
- 1488, 1489: Bérault Stuart († 1508), Seigneur d’Aubigny et de Saint-Quentin, Conseiller et Chambellan du Roi, Bailli
- 1490, 1491, 1494: Pierre de Gannay, Bailli
- 1492, 1497: Jean du Monstier, Bailli und Gouverneur
- 1498: Gilbert Bertrand, Chambellan du Roi, Bailli
- ab 7. März 1505: Pierre Dupuy, Seigneur de Vatan, Bailli und Gouverneur
- 1528: Jean Poussard, Seigneur de Fors, Bailli und Gouverneur unter Margarete von Navarra, Herzogin von Alençon und Berry (1492–1549)
- 1535: René de Batarnay, Seigneur du Bouchage, Bailli und Gouverneur, Enkel von Imbert de Batarnay
- 1557: Louis de Chazerat, Seigneur de Ris
- 1560, 1561: François de La Rochefoucauld, Seigneur de Barbezieux, Baron de Linières, Lieutenant-général, Sohn von Antoine de La Rochefoucauld,
- 1562: Philibert de Marcilly, Seigneur de Cyprières, Lieutenant
- 1568: Gilles de Souvré († 1624), Marquis de Courtanvaux, Marschall von Frankreich, Bailli und Gouverneur von Berry, trat das Amt nicht an und tauschte Berry gegen Touraine mit Claude de La Châtre
- 1569: Claude de La Châtre (1536–1614), Baron de La Maisonfort, Bailli und Gouverneur, als Angehöriger der Liga am 30. April 1589 abgesetzt
- 1589: François de La Grange d’Arquian († 1617), Seigneur d’Arquian, 1616 Marschall von Frankreich
- 1614: Louis de La Châtre († 1630), tritt 1616 zurück und wird Marschall von Frankreich
- ab 8. Juni 1616: Henri de Bourbon (1588–1646), Prince de Condé, Gouverneur und Lieutenant-général (am 1. September 1616 im Louvre gefangen genommen)
- ab 14. Juli 1616: Louis d’Aloigny († 1657), Seigneur et Baron de Rochefort, Bailli, Vater des Marschalls Henri Louis d’Aloigny
- 1616: François de La Grange-d’Arquian († 1617), Marschall von Frankreich (2. Mal, jetzt als Abwesenheitsvertreter)
- 2. Januar 1617: Honorat de Beauvilliers (1579–1622), Comte de Saint-Aignan (Abwesenheitsvertreter), Schwiegersohn von François de La Grange-d’Arquian, Vater von François Honorat de Beauvilliers
- ab 20. September 1617: Nicolas de L’Hospital (1581–1644), Marquis de Vitry, 1617 Marschall von Frankreich, Gouverneur und Lieutenant-général
- ab 25. Oktober 1619: Henri de Bourbon, Prince de Condé (2. Mal nach seiner Freilassung am 19. Oktober 1619, bis 26. Dezember 1646), am 30. März 1621 auch Bailli
- 1622: NN de La Loë (Abwesenheitsvertreter während des Kriegs in Languedoc)
- 1636: Jacques d’Estampes (1579–1639), Marquis de Valençay, Lieutenant (Abwesenheitsvertreter)
- 1651: Louis de Bourbon (1621–1686), Prince de Condé, Gouverneur
- 1650: François Honorat de Beauvilliers (1607–1687), Comte de Saint-Aignan (Abwesenheitsvertreter)
- bis 1655: Armand de Bourbon (1629–1666), Prince de Conti, Demission 1655
- 1655: Philippe de Clérembault († 1665), Comte de Palluau, Marschall von Frankreich, Bailli, Gouverneur und Lieutenant-général
- 1666: Jean de Schulemberg (1598–1671), Comte de Montdejeu, Marschall von Frankreich, Bailli, Gouverneur und Lieutenant-général
- ab 4. April 1671: Antonin Nompar de Caumont (1633–1723), Comte de Lauzun, 1692 Duc de Lauzun, Bailli und Gouverneur
- ab 14. Dezember 1671: François VII. de La Rochefoucauld (1634–1714), Prince de Marcillac, 1680 Duc de La Rochefoucauld
- ab 3. März 1681: François de Rohan (1630–1712), Prince de Soubise, Gouverneur
- ab Oktober 1691: Charles, Comte d’Aubigné (1634–1703), Bruder der Marquise de Maintenon
- ab 14. März 1698: Adrien-Maurice de Noailles (1678–1766), Comte d’Ayen, 1708 Duc de Noailles, 1734 Marschall von Frankreich
- ab 2. August 1715: Louis, Marquis d’Arpajon (1667–1736), Sohn von Jean Louis d’Arpajon (1632–1669), Enkel von Louis d’Arpajon, Duc d’Arpajon († 1679)
- ab 1737: Louis Jean Charles de Talleyrand (1678–1757), Prince de Chalais
- ab 1. Januar 1752: Gabriel Marie de Talleyrand, genannt Comte de Périgord (1726–1797)
- ab 19. Juni 1760: Louis François de Bourbon (1734–1814), Comte de La Marche, Prince de Conti

Mit der Umwandlung der Provinzen in Départements zum 1. Januar 1791 erlosch das Amt.